# Andreas Heil
Andreas Heil (* 1969 in Quakenbrück) ist ein deutscher Klassischer Philologe. Er ist Universitätsprofessor für Latinistik an der Universität Wien.

## Leben
Andreas Heil studierte nach dem Abitur am Quakenbrücker Artland-Gymnasium klassische Philologie und Philosophie an der Ruprecht-Karls-Universität Heidelberg. Die Deutsche Dante-Gesellschaft zeichnete ihn 2001 mit einem Preis für den Aufsatz Dantes Staunen und die Scham Vergils aus. Im Wintersemester 2001/2002 wurde er mit einer Arbeit über Vergil und Dante promoviert.
Von 2001 bis 2005 war er Mitarbeiter am Sonderforschungsbereich 537 Institutionalität und Geschichtlichkeit an der Technischen Universität Dresden, danach bis 2011 Mitarbeiter am dortigen Institut für Klassische Philologie. Nach der Habilitation an der Universität Dresden 2011 mit einer Arbeit zu Senecas Tragödien wurde er zum Privatdozenten ernannt. Von 2011 bis 2013 forschte er als Mitarbeiter am Sonderforschungsbereich 804 Transzendenz und Gemeinsinn der TU Dresden.
Er hatte mehrere Lehrstuhlvertretungen: an der TU Dresden (Sommersemester 2012, Sommersemester 2013 bis Sommersemester 2014), an der Ludwig-Maximilians-Universität München (Wintersemester 2012/13) und an der Friedrich-Alexander-Universität Erlangen-Nürnberg (Wintersemester 2016/17). Von 2014 bis 2016 war er Lehrprofessor für Klassische Philologie an der Universität Regensburg. Zum September 2017 wurde er als Universitätsprofessor für Klassische Philologie (Latinistik) an die Universität Wien berufen, wo er am Institut für Klassische Philologie, Mittel- und Neulatein tätig ist.

## Schriften (Auswahl)
- Alma Aeneis. Studien zur Vergil- und Statiusrezeption Dante Alighieris (= Studien zur klassischen Philologie. Band 135). Lang, Frankfurt am Main u. a. 2002, ISBN 3-631-39842-5 (= Dissertation, Ruprecht-Karls-Universität Heidelberg 2002).
- mit Andreas Haltenhoff (Hrsg.): O tempora, o mores! Römische Werte und römische Literatur in den letzten Jahrzehnten der Republik (= Beiträge zur Altertumskunde. Band 171). Saur, München/Leipzig 2003, ISBN 3-598-77720-5.
- mit Gregor Damschen (Hrsg.): Marcus Valerius Martialis. Epigrammaton liber decimus. Das zehnte Epigrammbuch. Text, Übersetzung, Interpretationen (= Studien zur klassischen Philologie. Band 184). Lang, Frankfurt am Main u. a. 2004, ISBN 3-631-52821-3.
- mit Andreas Haltenhoff und Fritz-Heiner Mutschler (Hrsg.): Römische Werte als Gegenstand der Altertumswissenschaft (= Beiträge zur Altertumskunde. Band 227). Saur, München/Leipzig 2005, ISBN 3-598-77839-2.
- mit Matthias Korn und Jochen Sauer (Hrsg.): Noctes Sinenses. Festschrift für Fritz-Heiner Mutschler zum 65. Geburtstag (= Kalliope. Band 11). Winter, Heidelberg 2011, ISBN 978-3-8253-5843-3.
- mit Andreas Haltenhoff und Fritz-Heiner Mutschler (Hrsg.):  Römische Werte und Römische Literatur im frühen Prinzipat (= Beiträge zur Altertumskunde. Band 275). De Gruyter, Berlin/New York 2011, ISBN 3-11-021298-6.
- Die dramatische Zeit in Senecas Tragödien (= Mnemosyne. Supplementband 357). Brill, Leiden u. a. 2013, ISBN 978-90-04-24453-5 (= Habilitationsschrift, Technische Universität Dresden 2010).
- mit Gregor Damschen (Hrsg.):  Brill’s Companion to Seneca. Philosopher and Dramatist (= Brill's companions in classical studies). Brill, Leiden u. a. 2014, ISBN 978-90-04-15461-2.
- Lieber mit Homer irren? Scheinbar Unmögliche Autopsien in den Totenbegegnungen Frühkaiserzeitlicher Epik (= Mnemosyne. Supplementband 452). Brill, Leiden u. a. 2022, ISBN 978-9004511347